# Petar Tchobanov
Petar Tchobanov (Петър Чобанов, en bulgare), né le 20 juillet 1976 à Yambol, est un homme politique bulgare membre du Parti socialiste bulgare (BSP). Il est ministre des Finances entre le 29 mai 2013 et le 6 août 2014.

## Biographie

### Formation et vie professionnelle
Diplômé de macroéconomie de l'Université d'économie nationale et mondiale, il est expert en analyses économiques et financières.

### Activités politiques
Le 29 mai 2013, il est nommé ministre des Finances dans le gouvernement de centre-gauche de Plamen Orecharski. Il est remplacé le 6 août 2014 par l'indépendant Rumen Poroschanov.